# Lejb-Gwardyjski Pułk Grenadierów
Lejb-Gwardyjski Pułk Grenadierów Jego Wysokości (ros. Лейб-гва́рдии Гренаде́рский Его Величества полк) – pułk piechoty Imperium Rosyjskiego, sformowany w 1756.
Pułk brał udział w działaniach zbrojnych epoki napoleońskiej, a także okresu I wojny światowej. Został rozformowany w 1918.
Święto pułkowe: 6 listopada. Dyslokacja w 1914: Petersburg.

## Linki zewnętrzne

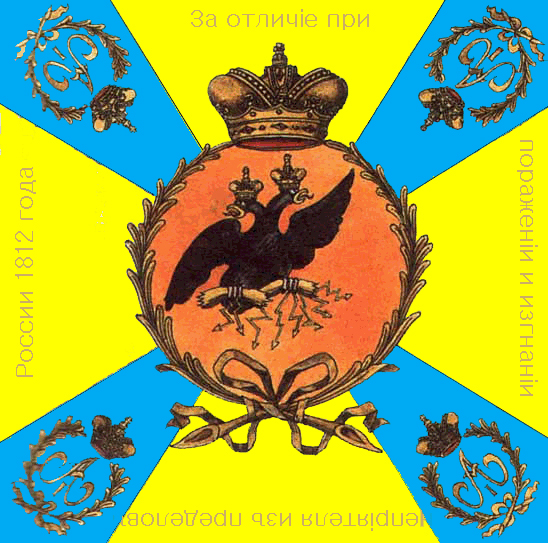
Sztandar pułku